# 阿赫玛尼·卡德罗娃
阿赫玛尼·纳西耶夫娜·卡德罗娃（俄语：Айма́ни Неси́евна Кады́рова，1953年8月4日—）是俄罗斯联邦车臣共和国首任总统艾哈迈德·卡德罗夫的遺孀（1970年二人结婚），也是现任总统拉姆赞·卡德罗夫和现任内务部副部长维斯塔·卡德罗夫的母亲，車臣共和國著名慈善家和社会活动家，被誉为“车臣第一母亲”。